# Магнезијум сулфат
Магнезијум сулфат је хемијско једињење магнезијума са молекулском формулом MgSO4. Безводни магнезијум сулфат је бео, у води растворљив (3,6g у 100g ) прах. Гради неколико хидрата од којих су најважнији MgSO4 · 7H2O (који се још зове и горка со или енглеска со) као и нерастворљив 4 · 1H2O, који се у природи јавља као минерал кизерит. На собној температури постојан је само први. Загревањем до 150 ° прелази у , који се исушује на температури преко 200 °. Безводни магнезијум сулфат се у индустрији и у лабораторијама доста користи као стипса. Он представља соно лаксативно средство. Практично се не ресорбује из дигестивног тракта, али осмотским механизмом задржава велику количину воде у цревима. Његово дејство настаје врло брзо, ако се унесе и довољна количина течности.

## Хидрати
Магнезијум сулфат може да кристалише у неколико хидратних форми, укључујући:
- Анхидратни, MgSO
4; нестабилан у природи, хидратише се да формира епсомит.[7]
- Монохидрат, MgSO
4·H
2O; киесерит, моноклинични.[8]
- MgSO
4·1.25H
2O или 8MgSO
4·10H
2O.[9]
- Дихидрат, MgSO
4·2H
2O; орторомбни.
- MgSO
4·2.5H
2O или 2MgSO
4·5H
2O.[9]
- Трихидрат, MgSO
4·3H
2O.[9]
- Тетрахидрат, MgSO
4·4H
2O; старкевит, моноклинични.[10]
- Пентахидрат, MgSO
4·5H
2O; пентахидрит, триклинични.[8]
- Хексахидрат, MgSO
4·6H
2O; хексахидрит, моноклинични.
- Хептахидрат, MgSO
4·7H
2O („Епсомска со”); епсомит, орторомбни.[8]
- Енеахидрат, MgSO
4·9H
2O, моноклинични.[11]
- Декахидрат, MgSO
4·10H
2O.[10]
- Ундекахидрат, MgSO
4·11H
2O; меридианит, триклинични.[10]

Према подацима из 2017, постојање декахидрата није потврђено.
Сви хидрати губе воду загревањем. Изнад 320 °C, стабилан је само анхидровани облик. Разлаже се без топљења на 1124 °C у магнезијум оксид (MgO) и сумпор триоксид (SO3).

### Хептахидрат (Епсомска со)
Хептахидрат је добио своје уобичајено име „Епсомска со” од горког сланог извора у Епсому у Сарију у Енглеској, где је та со произвођена из извора који настају тамо где се порозна креда Норт Доунса сусреће са непропусном лондонском глином.
Хептахидрат лако губи један еквивалент воде да би се формирао хексахидрат.
То је природни извор и магнезијума и сумпора. Епсомске соли се обично користе у солима за купање, ексфолијантима, мишићним релаксаторима и средствима за ублажавање болова. Међутим, оне се разликују од Епсомских соли које се користе за хортикултуру, јер садрже ароме и парфеме који нису погодни за биљке.

### Монохидрат
Монохидрат се може припремити загревањем хексахидрата на приближно 150 °. Даље загревање на приближно 300–320 ° даје анхидровани магнезијум сулфат.

### Ундекахидрат
Ундекахидратни MgSO
4·11H
2O, меридијанит, стабилан је на атмосферском притиску само испод 2 °. Изнад те температуре, утечњава се у мешавину чврстог хептахидрата и засићеног раствора. Има еутектичку тачку са водом на -3,9 °C и 17,3% (масених) . Велики кристали се могу добити из раствора одговарајуће концентрације који се држе на 0 °C неколико дана.
При притисцима од око 0,9  и на 240 , меридијанит се разлаже у смешу леда VI и енеахидрата MgSO
4·9H
2O.

### Енахидрат
Енеахидрат MgSO
4·9H
2O је идентификован и окарактерисан тек недавно, иако изгледа да се лако може произвести (хлађењем раствора MgSO
4 и натријум сулфата Na
2SO
4 у одговарајућим размерама).
Структура је моноклинична, са параметрима јединичне ћелије на 250 K: a 0,675 ,  = 1,195 ,  = 1,465 , β = 95,1°, V = 1,177 3 са  = 4. Највероватнија просторна група је P21/c. Магнезијум селенат такође формира енеахидрат MgSeO
4·9H
2O, али са другачијом кристалном структуром.

## Природна појава
Као Mg2+
 и SO2−
4 јони су други катјон и други анјон присутни у морској води после Na+
 и Cl−
, магнезијум сулфати су уобичајени минерали у геолошким срединама. Њихова појава је углавном повезана са супергенезних процесима. Неки од њих су такође важни састојци евапоритних наслага калијум-магнезијум (K-Mg) соли.
Светле тачке које је посматрала свемирска летелица Зора у кратеру Окатор на патуљастој планети Церес најконзистентније су са рефлектованом светлошћу из магнезијум сулфат хексахидрата.
Скоро сви познати минералошки облици MgSO4 су хидрати. Епсомит је природни аналог „Епсомске соли”. Меридијаниит, , примећен је на површини залеђених језера и сматра се да се јавља и на Марсу. Хексахидрит је следећи нижи (6) хидрат. Три следећа нижа хидрата — пентахидрит, старкеит и посебно сандерит — су ретки. Кизерит је монохидрат и чест је међу евапоритним наслагама. Безводни магнезијум сулфат је забележен са неких запаљених депонија угља.

## Припрема
Магнезијум сулфат се обично добија директно из сувих корита језера и других природних извора. Такође се може припремити реакцијом магнезита (магнезијум карбонат, MgO) или магнезија (оксид, MgO) са сумпорном киселином.
Друга могућа метода је третирање морске воде или индустријског отпада који садржи магнезијум тако да се исталожи магнезијум хидроксид и да талог реагује са сумпорном киселином.
Физичка својства

## Физичка својства
Релаксација магнезијум сулфата је примарни механизам који узрокује апсорпцију звука у морској води на фреквенцијама изнад 10  (акустична енергија се претвара у топлотну енергију). Ниже фреквенције мање апсорбује со, тако да звук ниске фреквенције путује даље у океану. Борна киселина и магнезијум карбонат такође доприносе апсорпцији.